# A Menina e o Estuprador
A Menina e o Estuprador é uma filme brasileiro de 1982 dirigido por Conrado Sanchez.

## Sinopse
A bela Vanessa sonha constantemente que está sendo estuprada por Pedro, seu motorista e mordomo. Quando as alucinações aumentam, a moça resolve procurar a ajuda de um psicólogo. O terapeuta, porém, aumenta os sentimentos obsessivos pelo mordomo e tenta, de todas as formas, aproveitar de sua fragilidade para abusar dela.

## Elenco
- Vanessa Alves
- Zózimo Bulbul
- Jussara Calmon
- Karina Correia
- Heen Cristiane
- Lia Furlin
- Débora Kely
- Léo Magalhães
- Rubens Pignatari
- Liliane Martinez